# 김원희 (1993년)
김원희(1993년 5월 10일 ~ )는 대한민국의 배우이다.

## 학력
- 경인중학교 졸업
- 고척고등학교 졸업
- 명지전문대학 연극영상과 전문학사 (12학번)

## 연기 활동

### 드라마
- 2005년 ~ 2005년 KBS2 월화 미니시리즈 《웨딩》 ... 어린 신윤수 역 (명세빈 아역)
- 2006년 ~ 2006년 SBS 주말 특별기획 드라마 《사랑과 야망》 ... 어린 박수경 역 (김정민 아역)
- 2008년 ~ 2008년 KBS2 월화 드라마 《살아가는 동안 후회할 줄 알면서 저지르는 일들》 ... 어린 김인아 역 (김정화 아역)
- 2011년 ~ 2012년 JTBC 주말연속극 《인수대비》 ... 어린 안순왕후 역
- 2012년 ~ 2012년 SBS 드라마 스페셜 《아름다운 그대에게》 ... 단역

### 뮤직비디오
- 성시경 - 차마
- XING - My girl

### 영화
- 2009년 《황금시대》 ... seg. 동전 모으는 소년 역
- 2013년 《노리개》 ... 이진서 역
- 2014년 《열애》 ... 동우 친구 역 (단역)
- 2014년 《못》 ... 경미 역